# I edició de la Mostra de València
La I edició de la Mostra de València, coneguda oficialment com a I Mostra de Cinema Mediterrani i Països de Llengües Romàniques, va tenir lloc entre el 6 i el 9 de novembre de 1980 a València sota la direcció de Josep Enric Pons Grau, militant del PSPV-PSOE aficionat al cinema. Es van projectar unes 72 pel·lícules al Cinema Martí —quatre sales— i a l'Ateneu Mercantil de València —dues sales-.

## Organització
Fou organitzat amb humils recursos procedents de les arques de l'ajuntament presidit per Ricard Pérez Casado com a alcalde i amb Vicent Miquel Garcés i Ramón com a regidor de cultura. Va optar per l'especificitat mediterrània, la seva imatge es va identificar amb la figura d'una palmera i el trofeu entregat fou obra de l'escultor Andreu Alfaro.

## Pel·lícules projectades
Algunes de les pel·lícules projectades foren Ondata di calore de Nelo Risi, L'avvertimento, de Damiano Damiani, Con uñas y dientes, de Paulino Viota Cabrero, La triple muerte del tercer personaje, d'Helvio Soto, Una noche embarazosa, de René Cardona Jr., Esa pareja feliz, de Luis García Berlanga, Los hijos de Fierro, de Fernando Solanas, I vecchi e i giovani de Marco Leto, i Toque de queda i Estado de excepción d'Iñaki Núñez.
També se celebra una taula rodona sobre «el cinema de les nacionalitats» i un homenatge a Berlanga que va començar amb la projecció de Bienvenido, Mister Marshall. També es va reposar la primera pel·lícula rodada en valencià, El fava de Ramonet de 1933, de Joan Andreu i Moragas. A més es van projectar les següents pel·lícules:
 França
- Cauchemar de Noël Simsolo
- Chronique des années tristes (C) d'Alain Aubert
- Vacances royales de Gabriel Auer
- Un facteur nommé cheval de Luc Martin
- A quelle heure tu te leves demain de Jean-Pierre Bailly.

 Líban
- Comme le mer et ses vagues d'Edna Politi.

 Itàlia
- Gran Bollito de Mauro Bolognini
- L'avvertimento, de Damiano Damiani
- Trevico-Torino - Viaggio nel Fiat-Nam d'Ettore Scola
- Con... fusione de Piero Natoli

 Jordània
- Tre fuori e dieci dentro de Tawfiq Nasser Said

 Suïssa
- Nous sommes des Juifs arabes en Israël d'Igaal Niddam
- Ritorno a casa de Nino Jacusso

 Tunísia
- Soleil des hyènes de Ridha Béhi

 Egipte
- Iskanderija... lih de Youssef Chahine

 Marroc
- Alyam, Alyam d'Ahmed El Maânouni

 Argentina
- Los hijos de Fierro, de Fernando Solanas
- Reflexiones de un salvaje de Gerardo Vallejo

 Brasil
- Bye Bye Brasil de Carlos Diegues

Degut a la batalla de València va quedar fora de la mostra La portentosa vida del pare Vicent, i tampoc es va projectar Operación Ogro de Gillo Pontecorvo.

## Jurat
Fou nomenat president del jurat Ricard Muñoz Suay, amb Ricard Blasco i Laguna com a secretari i la resta de membres foren Ricardo Abellán, Virginio Fuentes Martínez, Amparo Soler Leal, Edria Politi, Jean-Pierre Chabrol i Jean de Baroncelli, Jenaro Talens, Lucien Castela, Francesc Orts i Llorca, Otelo Lotini, Armando Moreno Gómez, Aquiles Oliva, Rodolf Sirera i José María Yturralde.

## Premis
Les pel·lícules guardonades foren les següents:
- Menció del Jurat a les obres espanyoles de millor qualitat: Los fieles sirvientes de Francesc Betriu i Cabeceran, i Dos d'Álvaro del Amo y de Laiglesia.
- Guardó del cinema de les nacionalitats a Istòria d'Adrian de Jean-Pierre Denis.
- Menció del Jurat als realitzadors de la Mediterrània a Maledetti vi amerò de Marco Tullio Giordana, Sürü (el ramat) de Yılmaz Güney i I vecchi e i giovani de Marco Leto.
- Premi del Jurat als joves realitzadors a Manhã Submersa de Lauro António i Les trois derniers hommes d'Antoine Perset.